# Хуан Хосе Ібаррече
Хуан Хосе Ібаррече (баск.Juan José Ibarretxe Markuartu 15 березня 1957 Алава, Країна Басків) — баскський політик, Леендакарі (Президент) Країни Басків з 2 січня 1999 до 7 травня 2009. Лідер Баскської націоналістичної партії.

## Біографія
Народився 15 березня 1957 року в Льодіо, муніципалітеті Алава Країни Басків. За освітою економіст.
Під час президентства змінив написання свого імені та прізвища з Ibarreche Marcuartu на Ibarretxe Markuartu